# Dely Károly
Dely Károly (Újpest/Sződliget (?), 1927. december 18. — Sződliget (?), 2002. augusztus 5.) a magyarországi jóga egyik úttörője, jóga és turisztikai író. 

## Élete
Gyermekkorát Sződligeten töltötte. Budán tanítóképzőt végzett  és a bölcsészkar filozófia szakán és a Testnevelési Főiskolán szerzett diplomát.
Néhány évig egy budai gyermeknevelő intézetben volt igazgató. Később a Medicina Könyvkiadónál szerkesztő és lektor lett. Tizenöt éven át e könyvkiadó szerkesztőjeként, mint magyarországi hegységek és várak útikalauzainak szerzőjeként dolgozott, az 1960-as évektől ilyen témájú könyvei jelentek meg.

### Jógamesterként
A könyvkiadónál ismerkedett meg a jógával, ahol Tamkó Sirató Károlyt felkérték egy jógás könyv szaklektorának. Ezután sokat tett azért, hogy a magyarok is megismerhessék a jógát. Hangkazettákat, majd könyveket állított össze, amelyekkel népszerűsítette azt és segítette az egyéni gyakorlást. A politikai viszonyok miatt leginkább a jóga élettani hatását hangsúlyozta.
1974-ben kilépett a Medicina Kiadótól és főfoglalkozású jógaoktató lett. A Hűvösvölgyben (Virágos-nyereg) – a jógik egyszerűségi elvéhez alkalmazkodva – egy áram nélküli faházban élt.
1978 őszén megrendezésre került a Szocialista Országok Jógaszervezetének Előkészítő Bizottsági ülése és létrejött a Jógaszervezetek Nemzetközi Szövetsége szervezet, amelynek elnöke lett.
Rendszeresen szervezett magyarországi jógatáborokat, illetve külföldi jógatúrákat és ő és csoportja neves jógikat és gurukat hívott meg Magyarországra, mint Szvámí Mahésvaránandát, az ISKCON híveit is, így Harikésa  szvámít.
Szinte élete végéig oktatott. A 20. század második felének magyar jógaoktatói nagy része az ő irányítása alatt kezdte pályafutását.
Az 1990-es években többnyire a II. kerületi Nyéki u. 4.szám alatti Jógacentrumban  és a Budagyöngye Közösségi Házban oktatta a jógát.
2002-ben hunyt el. Sződligeten temették el.

## Művei

### Útikönyvek
- Iskolai tanulmányi kirándulások; társszerző: Jávorka Péter, közrem.: Rajk András, Dely Károlyné; Sport, Bp., 1963
- Karancs-Medves útikalauz; szerk. Dely Károly; Sport, Bp., 1964
- Börzsöny. Útikalauz; közrem. Ozoray György; Sport, Bp., 1966
- Vártúrák kalauza. Észak-magyarországi, alföldi várak és vártúra-útvonalak; szerk. Dely Károly; Sport, Bp., 1969
- Bükk útikalauz; szerk. Dely Károly; Sport, Bp., 1970
- Mátra útikalauz; szerk. Dely Károly; Sport, Bp., 1973 [8]
- Vártúrák kalauza. Dunántúli várak és vártúra-útvonalak; szerk. Dely Károly; Sport, Bp., 1973
- Pilis. Úti kalauz; Dely Károly–Mezei Iván; közrem. Dénes György, Valkó Arisztid; Sport, Bp., 1974
- Vártúrák kalauza. Dunántúli várak és vártúra-útvonalak; szerk. Dely Károly et al.; 2., átdolg. kiad.; Sport, Bp., 1977

### Jóga
- Jóga; Medicina, Bp., 1970, 1971
- Jógagyakorlatok; közrem. Szendei Ádám; Sport, Bp., 1973
- Mindennapi jóga 1-10. (füzetek); Bp., 1970-es évek
- Jógagyakorlatok. Légzések; Új Nap, Bp., 1990
- A jóga nagykönyve;[9] szerk. Dely Péter; Puedlo, Nagykovácsi, 2007